# Пальиччи (пещера)
Пальиччи (итал. Grotta Paglicci) — пещера, археологический памятник в Италии (провинция Фоджа, Апулия). Пещера открыта в 1950-х годах. В ней обнаружено около 45 тыс. артефактов, в том числе орудия эпохи палеолита, костные останки людей и животных, в том числе 2 целых скелета (мальчика и девушки, оба с украшениями из костей и зубов оленя). Большинство этих находок хранятся в археологическом музее города Риньяно-Гарганико. На каменном орудии, обнаруженном в гроте Пальиччи в 1989 году, сохранились следы крахмальных зёрен. Распределение крахмала на поверхности орудия указывает на то, что инструмент использовался в качестве пестика.

## Палеолитическое искусство
В пещере также найдены настенные рисунки эпохи палеолита — изображения лошадей и отпечатки ладоней. Также были обнаружены вырезанные на кости изображения коз, коров, змеи, гнезда с яйцами и сцены охоты.

## Значение в популяционной генетике
В пещере Пальиччи обнаружены древнейшие человеческие останки Италии, относящиеся к ориньякской и граветтской культурам, около 34 тысяч — 28 тысяч лет назад (некалиброванная датировка).
В 2008 году группа учёных во главе с Давидом Кармелли провела тестирование ДНК останков из пещеры, известных как Пальиччи 23 возрастом около 28 000 лет, и обнаружила кембриджскую эталонную последовательность HVR1, указывающую на то, что индивидуум имел либо митохондриальную гаплогруппу R, либо митохондриальную гаплогруппу H, ныне широко распространённую среди европейцев. Полученный результат был подвергнут независимой проверке на предмет возможного загрязнения посторонним ДНК и вновь подтверждён. Учёные доказали, что мтДНК древних кроманьонцев не имела общих гаплогрупп с неандертальцами. Анализ ДНК кроманьонца Paglicci-12, жившего около 24 тыс. лет назад, показал, что он принадлежал к митохондриальной гаплогруппе R, а кроманьонец Paglicci-25 — к митохондриальной гаплогруппе HV или к pre-HV. У представителя граветтской культуры Paglicci 12 определили митохондриальную гаплогруппу U8c. У образца Paglicci133 (33 150 лет до настоящего времени) определена Y-хромосомная гаплогруппа I (либо C1-F3393 (xM8, V20, K281)) и митохондриальная гаплогруппа U8c, у образца Paglicci108 (21B-1) (28 430-27 070 лет до настоящего времени) — митохондриальная гаплогруппа U2-9.

## Риск обрушения
В 2008 году археологи обратились с ходатайством к премьер-министру Италии Сильвио Берлускони о выделении средств на консервацию пещеры в связи с риском её обрушения и гибели памятников доисторического искусства.